# Tommy Steele
Sir Thomas Hicks (17 de diciembre de 1936), conocido profesionalmente como Tommy Steele, es un artista británico, considerado el primer ídolo adolescente y estrella del rock and roll de Reino Unido. Tras ser descubierto en el 2i's Coffee Bar, grabó una serie de sencillos de éxito, como "Rock with the Caveman" (1956) y el éxito de las listas "Singing the Blues" (1957). El ascenso a la fama de Steele fue dramatizado en The Tommy Steele Story (1957), cuya banda sonora fue el primer álbum británico en alcanzar el número uno en la UK Albums Chart. Protagonizó otras películas musicales como The Duke Wore Jeans (1958) y Tommy the Toreador (1959), esta última con el éxito "Little White Bull".

## Primeros años
Steele nació como Thomas Hicks en Bermondsey, Londres, Reino Unido, en 1936. Su padre, Darbo, era un informador de carreras y su madre, Betty, trabajaba en una fábrica. De niño, Steele pasó un tiempo en el hospital por una porfiria.
Soñaba con ser una estrella del espectáculo después de que sus padres le llevaran al London Palladium, pero "no creía que se pudiera ser británico y ser una estrella". Steele asistió al Bacons's College de Rotherhithe, en el sur de Londres.

## Carrera artística

### Como cantante
Steele desempeñó varios trabajos, incluido un breve periodo como marino mercante. No pudo hacer el servicio militar porque, a los dieciocho años, le diagnosticaron una miocardiopatía. En su autobiografía, Bermondsey Boy: Memories of a Forgotten World, cuenta que no superó el examen médico porque tenía los pies planos. Cuando no trabajaba, tocaba la guitarra y el banjo y cantaba en dos cafés del Soho, el 2i's Coffee Bar y el Cat's Whisker, tanto en solitario como con el Vipers Skiffle Group de Wally Whyton.
Cuando un barco en el que Steele prestaba servicio atracó en Norfolk, Virginia, Estados Unidos, vio actuar a Buddy Holly y se enamoró del rock and roll, dando la espalda a la moda del skiffle británico. Cuando regresó a Londres, Steele empezó a actuar en el 2i's Coffee Bar. Allí le descubrió el fotógrafo independiente John Kennedy, que creyó que Steele podía ser la respuesta británica a Elvis Presley. En seis semanas, Steele era cabeza de cartel de variedades. Más tarde, se atribuyó erróneamente a Larry Parnes la creación del nombre artístico "Tommy Steele". Fue Steele quien adaptó el apellido de su abuelo paterno escandinavo, Thomas Stil-Hicks (pronunciado Steel-Hicks), añadiendo otra E a la grafía.
Steele se dio a conocer en el Reino Unido como líder de una banda de rock and roll, los Steelmen, después de que su primer sencillo, "Rock with the Caveman", alcanzara el número 13 en la UK Singles Chart en 1956. Steele y otros cantantes británicos escogían discos de éxito conocidos de Estados Unidos, grababan sus versiones de estas canciones y las publicaban en el Reino Unido antes de que las versiones estadounidenses pudieran entrar en las listas. La mayoría de las grabaciones de Steele de los años 50 eran versiones de éxitos estadounidenses, como "Singing the Blues" y "Knee Deep in the Blues". Aunque Steele nunca demostró ser una amenaza seria para la popularidad de Presley en el Reino Unido, le fue bien en la lista de éxitos británica de los años 50 y "Singing the Blues" llegó al número 1 en el Reino Unido antes que Presley. Guy Mitchell fue número 1 con "Singing the Blues" el 4 de enero de 1957 y Tommy Steele el 11 de enero de 1957. El álbum de Steele de 1957, The Tommy Steele Story, fue el primero de un artista británico en alcanzar el número 1 en el Reino Unido.
Para ello, Steele y sus colaboradores compositores, Lionel Bart y Mike Pratt, escribieron doce canciones en siete días. Sus tres primeros lanzamientos de sencillos se publicaron a un ritmo de uno cada tres semanas. En 1957, Steele compró una casa de cuatro habitaciones en el sur de Londres para sus padres. En agosto de 1959, Steele realizó una visita de tres días a Moscú para dar un concierto.
En 1958, Steele tuvo la oportunidad de trabajar con su hermano menor, Colin Hicks, durante una gira en la que este sustituyó a otro de los intérpretes, Terry Dene, que se había retirado por motivos psiquiátricos.
A finales de 2009, su colección de grandes éxitos, The Very Best of Tommy Steele, alcanzó el Top 40 en la UK Albums Chart. Esta fue la primera entrada en las listas del Reino Unido, de cualquier tipo, que Steele tenía desde hacía más de 46 años.

### Como actor[12]
El aumento de los talentos musicales autóctonos durante las décadas de 1950 y 1960 permitió a Steele progresar hacia una carrera en los musicales de teatro y cine, dejando atrás su identidad de ídolo pop. En 1957, fue votado como el séptimo actor más popular en la taquilla británica.
En 1960, una gira por Australia no tuvo mucho éxito, y a su regreso a Inglaterra recibió dos ofertas, una para protagonizar la obra Billy Liar, la otra para unirse a la Old Vic Company. Eligió esta última.
En el West End, apareció en She Stoops to Conquer, e interpretó el papel principal de Hans Christian Andersen. En el cine, recreó su papel en los escenarios de Londres y Broadway en Half a Sixpence, e interpretó papeles de carácter en The Happiest Millionaire y Finian's Rainbow, aunque muchos críticos consideraron que su personalidad era algo abrumadora en la pantalla. En esta última película, probablemente su aparición más conocida en el cine, interpretó a Og, el duende que se convierte en humano, y coprotagonizó con Petula Clark y Fred Astaire. En 1968, los exhibidores británicos le votaron como la cuarta estrella más popular en la taquilla local. Al año siguiente, protagonizó con Stanley Baker el drama de época Where's Jack?.
En abril de 1971, Steele protagonizó su propio espectáculo Meet Me in London, con origen en Las Vegas, antes de una representación limitada en el Adelphi Theatre de Londres. La producción londinense tuvo problemas cuando Steele exigió recortes en el primer acto la noche del estreno. La cantante Clodagh Rodgers se negó a aceptar los recortes y abandonó la obra quince minutos antes del primer acto. Finalmente fue sustituida por Susan Maughan.
En 1978, Steele actuó en una versión para televisión de la obra de Gilbert y Sullivan The Yeomen of the Guard (escrita erróneamente como "The Yeoman..."), interpretando el papel del desventurado bufón Jack Point.
En 1983, Steele dirigió y protagonizó la producción teatral del West End de Cantando bajo la lluvia en el London Palladium. En 1991, realizó una gira con Some Like It Hot, la versión teatral de la película de Jack Lemmon, Tony Curtis y Marilyn Monroe (coescrito por Billy Wilder).
En 2003, tras un paréntesis de una década, salvo sus espectáculos unipersonales An Evening With Tommy Steele y What A Show!, realizó una gira como Ebenezer Scrooge en una producción de Scrooge: The Musical, una adaptación de Scrooge. Tras este regreso, repitió su papel en el Palace Theatre de Manchester en las Navidades de 2004 y llevó la producción al London Palladium en las Navidades de 2005. En 2008, a la edad de 71 años, Steele realizó una gira con el papel principal del musical Doctor Dolittle.
En 1958, Eamonn Andrews le sorprendió en el Teatro de la Televisión de la BBC en el programa This Is Your Life.

### Como escultor
Steele es un escultor respetado y cuatro de sus principales obras han sido expuestas al público. Bermondsey Boy, en el Ayuntamiento de Rotherhithe (Londres), fue robada en 1998: se desconoce su paradero. Eleanor Rigby, que esculpió y donó a la ciudad de Liverpool como homenaje a The Beatles, se encuentra en Stanley Street, Liverpool, no lejos del Cavern Club. Union, con dos jugadores de rugby, se exhibe en el estadio de Twickenham. Trinity, diseñado durante la regeneración de la zona de los muelles de Bermondsey, se encuentra en el exterior del edificio Trinity de Bermondsey. Cuando Steele vivía en Montrose House, en Petersham (Surrey), su escultura de tamaño natural de Charlie Chaplin como "El Vagabundo" estaba frente a la puerta de su casa. También es un artista de renombre y ha expuesto en la Royal Academy.

### Como escritor
En 1981, Steele escribió y publicó una novela titulada The Final Run sobre la Segunda Guerra Mundial y la evacuación de Dunkerque.
También escribió una novela infantil, titulada Quincy, sobre un juguete rechazado que intenta salvarse a sí mismo y a sus compañeros en el sótano de una juguetería del horno el día después de Navidad. Publicada en 1983, se basó en su propia película para televisión, Quincy's Quest, de 1979, en la que Steele interpretaba a Quincy y Mel Martin a la muñeca novia de Quincy, Rebecca.
Steele coescribió muchas de sus primeras canciones con Lionel Bart y Mike Pratt, pero utilizó el seudónimo de Jimmy Bennett a partir de 1958.
El 7 de noviembre de 2019, Steele fue galardonado con el premio Lifetime Achievement Award por la British Music Hall Society, en un almuerzo de celebración en el Lansdowne Club de Mayfair. Entre los que rindieron homenaje a sus entonces 63 años y dos días en el mundo del espectáculo se encontraban Sir Tim Rice, Wyn Calvin MBE y Bill Kenwright CBE.
En mayo de 2020, Steele anunció un nuevo proyecto en el que había estado trabajando, titulado Breakheart, que estuvo disponible exclusivamente en línea durante todo el mes de mayo. Anunciado a través de un video especialmente grabado durante el cierre de COVID-19, Breakheart era uno thriller de audio de siete episodios, escrito por Steele y ambientado en la Segunda Guerra Mundial. Durante una semana se publicó un nuevo episodio cada día. Tras la reedición de Breakheart para el periodo festivo de 2020, Steele también lanzó un cuento festivo especialmente grabado, The Christmas Mystery of Muchhope.
En junio de 2021, para celebrar sus 65 años en la industria del entretenimiento, su biografía autorizada, A Life in the Spotlight, fue publicada por FontHill Media, escrita por el fanático y archivista Sebastian Lassandro.

## Vida personal
Steele nació en Bermondsey, Londres. Su padre era Thomas Walter Hicks y su madre Elizabeth Ellen Bennett; se habían casado en 1933, en Bermondsey. En la Nickleby House, en el Dickens Estate de Bermondsey, hay una placa azul del Municipio de Southwark que recuerda a Steele.
Steele y [Winifred] Ann Donoughue se casaron en la iglesia de San Patricio, en Soho Square, Londres, en la primavera de 1960. La recepción formal se celebró en The Savoy, seguida de una recepción familiar privada en "The Bamboo Bar", en el primer piso de la casa pública Carpenters Arms, antiguamente situada en Eltham High Street, al sureste de Londres. La pareja tiene una hija, Emma Elizabeth, nacida en 1969.
En las condecoraciones de Año Nuevo de 1979, fue nombrado Oficial de la Orden del Imperio Británico (OBE) por su labor como animador y actor. Fue nombrado caballero en los honores del cumpleaños de 2020 por sus servicios al entretenimiento y la caridad.
Steele se menciona brevemente en la novela James Bond de Ian Fleming 1961 de Operación Trueno.
En 2012, Steele fue uno de los iconos culturales seleccionados por el artista pop Sir Peter Blake para aparecer en "Vintage Blake", un montaje para celebrar el 80.º cumpleaños de Blake.
En 2019, Steele recibió el premio de Receptores de las llaves de la City de Londres. Debido a la pandemia de Covid-19, la ceremonia en Mansion House se retrasó hasta el 20 de julio de 2021.